# Сікенічка
Сікенічка (словац. Sikenička) — село, громада округу Нове Замки, Нітранський край. Кадастрова площа громади — 13.92 км².
Населення 428 осіб (станом на 31 грудня 2019 року).

## Історія
Сікенічка згадується 1135 року.

## Населення
| Рік:            | 1994. | 2004.   | 2014.   | 2024.   |
| --------------- | ----- | ------- | ------- | ------- |
| Кількість осіб: | 502   | 467     | 446     | 432     |
| Різниця:        |       | -6,97 % | -4,49 % | -3,13 % |

| Рік:            | 2023. | 2024.   |
| --------------- | ----- | ------- |
| Кількість осіб: | 436   | 432     |
| Різниця:        |       | -0,91 % |